# Moorilla Hobart International 2010
Moorilla Hobart International 2010 var en tennisturnering som blev spillet på Hardcourt. Det var den 17ende udgave af turneringen som var en del af WTA Tour 2010. Den foregik på Hobart International Tennis Centre i Hobart, Australien fra 10 Januar til 16 Januar, 2010. 

## WTA Adgang

### Seeding
| Land | Spiller                 | Rank1 | Seeding |
| ---- | ----------------------- | ----- | ------- |
| ESP  | Anabel Medina Garrigues | 27    | 1       |
| ISR  | Shahar Pe'er            | 30    | 2       |
| UKR  | Kateryna Bondarenko     | 31    | 3       |
| UKR  | Alona Bondarenko        | 32    | 4       |
| ESP  | Carla Suárez Navarro    | 33    | 5       |
| CAN  | Aleksandra Wozniak      | 34    | 6       |
| CHN  | Zheng Jie               | 35    | 7       |
| ARG  | Gisela Dulko            | 36    | 8       |

- 4 Januar, 2010

### Anden adgang
Følgende spiller modtog et Wildcard:
- Sophie Ferguson
- Alicia Molik
- Olivia Rogowska

Følgende spiller modtog kvalifikation via kvalifikationsturnering:
- Elena Baltacha
- Kirsten Flipkens
- Alla Kudryavtseva
- Roberta Vinci

## Mester

### Single
Uddybende artikel: Moorilla Hobart International 2010 Damesingle
 Alona Bondarenko def.  Shahar Pe'er, 6–2, 6–4.
- Det var Bondarenko's første titel i 2010 og hendes anden i karrieren.

### Double
Chuang Chia-jung /  Květa Peschke def.  Chan Yung-jan /  Monica Niculescu, 3–6, 6–3, 10–7.

## Eksterne links
- Official website

WTA Tour 2010